# Albert Woodfox

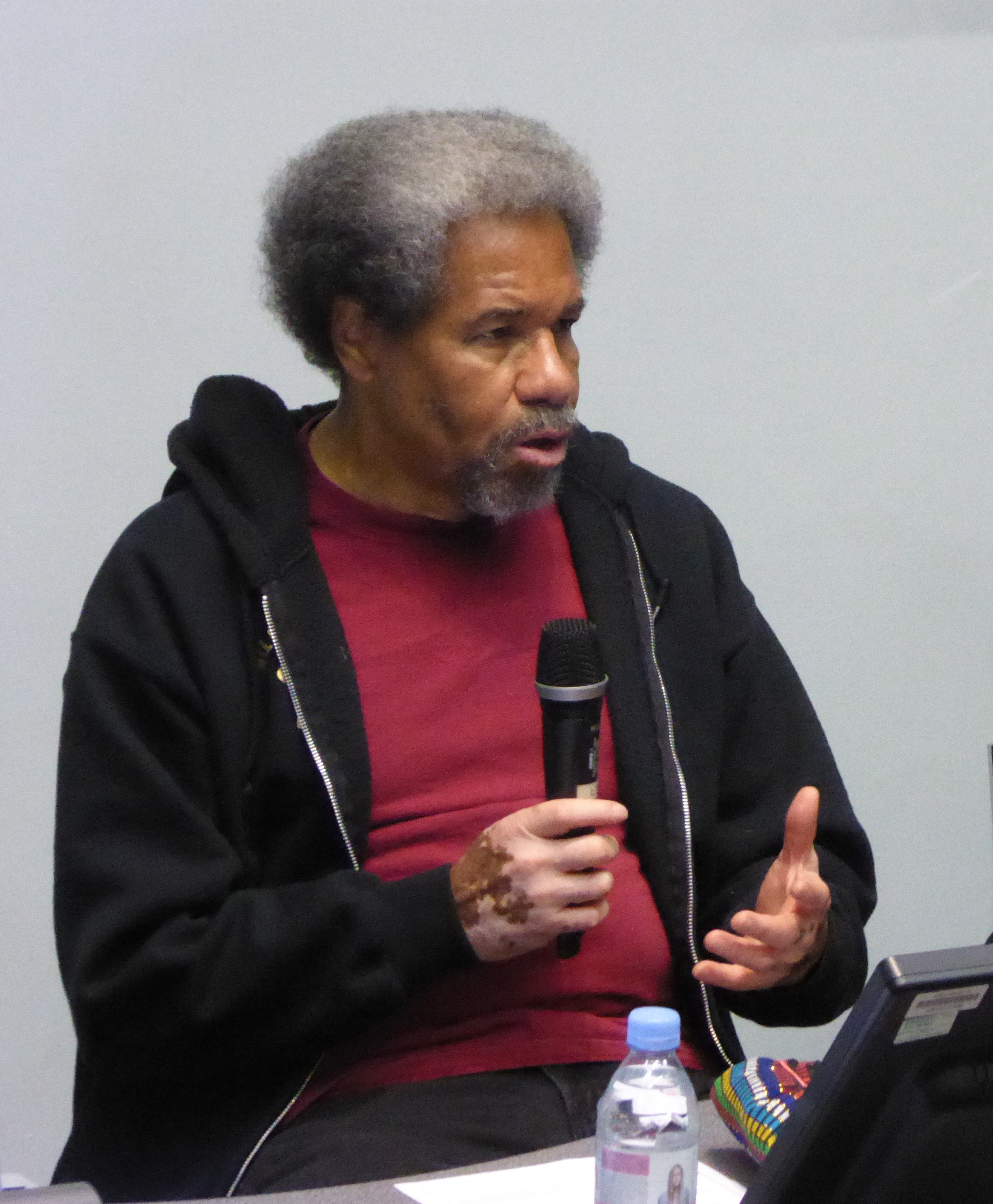
Albert Woodfox, 2016

Albert Woodfox (* 19. Februar 1947 in New Orleans; † 4. August 2022) war ein US-amerikanischer Langzeithäftling und Menschenrechtsaktivist.

## Leben
Woodfox wuchs in schwierigen Verhältnissen in New Orleans auf; seine Mutter Ruby Edwards arbeitete zeitweise in der Prostitution. Der biologische Vater von Woodfox verließ die Mutter während ihrer Schwangerschaft. Er hatte vier (Halb-)Brüder (James, Haywood, Michael und Donald Mable) von verschiedenen Vätern, war selbst Vater einer Tochter (Brenda Poole), und hatte drei Enkel- und vier Urenkelkinder. Er ist als Schüler bald in die Kriminalität geraten und war häufig im Gefängnis. Seinen leiblichen Vater erlebte er nur einmal, bei einer flüchtigen Begegnung in seinem vierzehnten Lebensjahr. Die Schule hat er nicht abgeschlossen.

## Haft
Nach wiederholten Freiheitsstrafen wurde Woodfox 1972 in Einzelhaft genommen, nachdem er für den Mord an Brent Miller, einem 23-jährigen Justizvollzugsbeamten, verurteilt worden war. Dieser Rechtsspruch und andere wurden zwar aufgehoben, doch zog sich Woodfoxs Einzelhaft über vier Jahrzehnte hinaus. Die Haftbedingungen stellten laut Amnesty International „sowohl einen Verstoß gegen die Verfassung der USA dar, als auch gegen internationale Menschenrechtsabkommen.“ Beobachter mutmaßten, dass noch kein Häftling in der Geschichte der Vereinigten Staaten eine so lange Einzelhaft ausgestanden hätte, wie Woodfox.
Er wird den Angola Three zugeordnet: Er und die zwei anderen Amerikaner Robert Hillary King und Herman Wallace sollen über Jahrzehnte in einer Louisiana Strafanstalt (auch Angola Prison genannt) in Einzelhaft gewesen sein.

## Aktivismus
Nach seiner Entlassung veröffentlichte er – zusammen mit seiner Lebenspartnerin Leslie George – das autobiographische Buch Solitary, das mit dem Titel Ihr werdet mich niemals brechen. Meine Geschichte vom Überleben ins Deutsche übersetzt wurde. Auf mehr als 400 Seiten schildert er die Abfolge seiner Prozesse und die Folter, die er in der Haft erlebt habe. Das Buch wurde überaus positiv rezipiert. Mitverfasserin George war eine Journalistin, die sich seit 1998 mit dem Fall Woodfox befasste. 1999 lernte sie ihn persönlich kennen. Sie wurden ein Paar, als er aus dem Gefängnis entlassen wurde.